# Želí
Želí (dříve Žely) (německy Schell) je malá vesnice, část obce Libčany v okrese Hradec Králové. Nachází se asi 1,5 km na severozápad od Libčan. V roce 2009 zde bylo evidováno 24 adres. V roce 2001 zde trvale žilo 63 obyvatel.
Želí je také název katastrálního území o rozloze 1,52 km2.

## Další fotografie

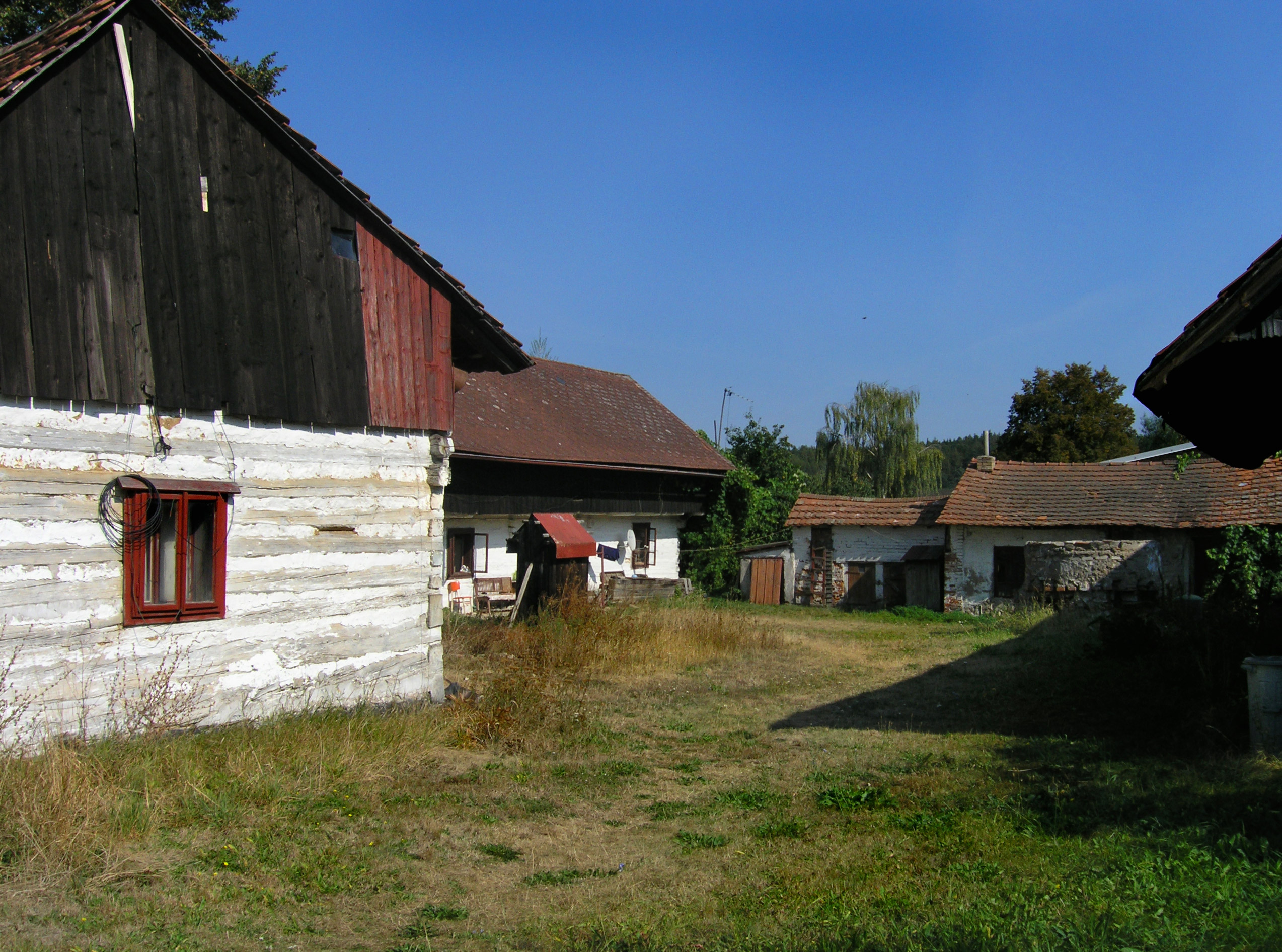
Bývalý statek
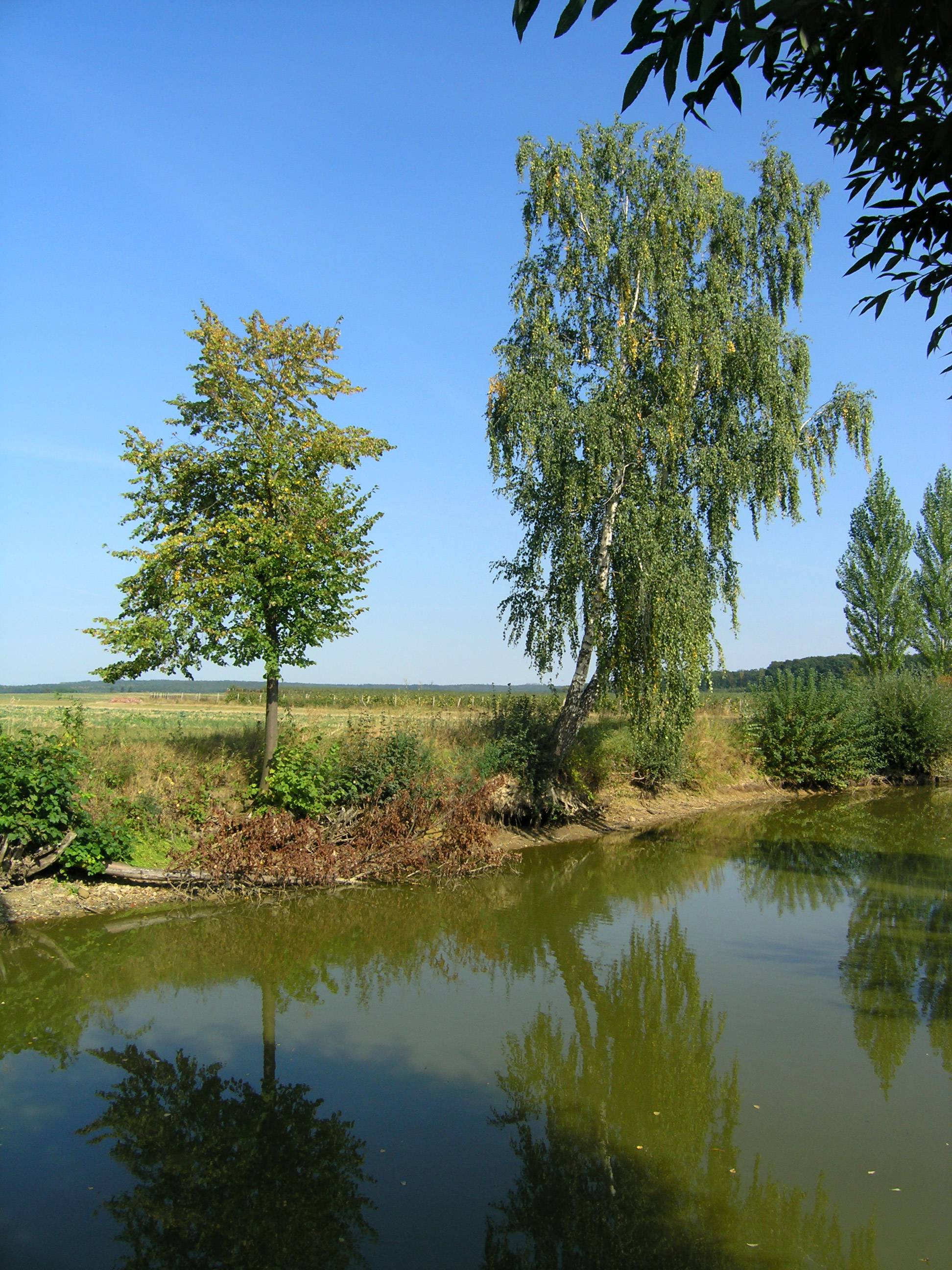
Rybník u vesnice
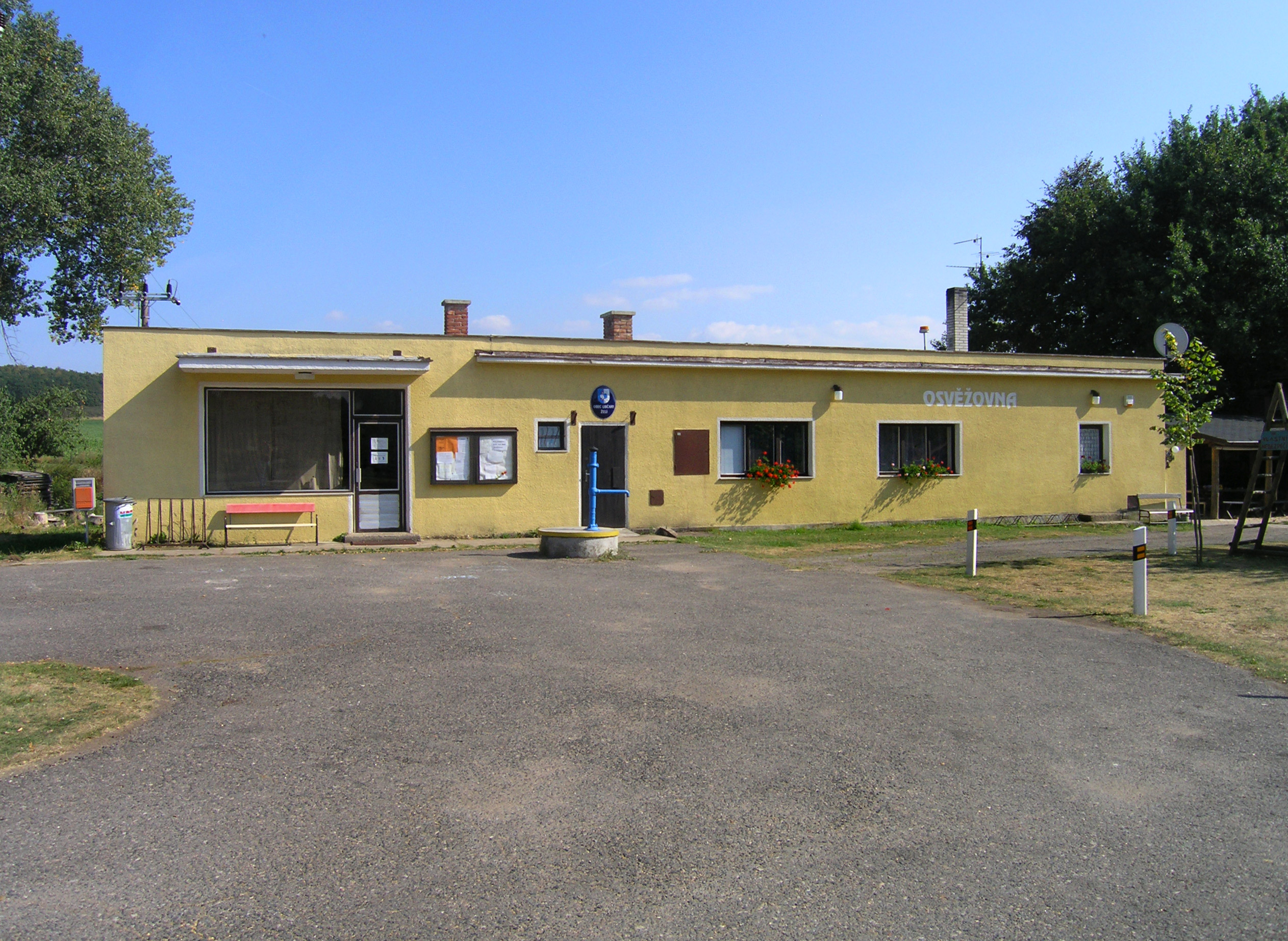
Osvěžovna